# Lights of Old Broadway
Lights of Old Broadway è un film muto del 1925 diretto da Monta Bell con Marion Davies. L'attrice, due anni prima, aveva già interpretato il ruolo di una giovane irlandese emigrata a New York in Little Old New York.
La sceneggiatura di Carey Wilson si basa sul lavoro teatrale Merry Wives of Gotham che era andato in scena l'anno prima a Broadway il 16 gennaio 1924. Il ruolo, che nel film era di Marion Davies, a teatro era stato interpretato da Mary Ellis.

## Trama
Una donna irlandese, imbarcata su una nave che la sta portando insieme alle sue due figlie in America, muore durante il viaggio. Le due piccole, Fely e Anne, sono gemelle. Giunte a New York, vengono adottate da due diverse famiglie: Fely dagli O'Tandys, che vivono nella baraccopoli della città, Anne dai ricchi De Rhondo.
Fely cresce senza sapere nulla della sorella. Diventata ballerina, trova lavoro nel teatro di Tony Pastor. Qui, conosce Dirk De Rhondo, il fratellastro di Anne, che la protegge durante i disordini della rivolta orangista. I due si innamorano e Fely acconsente a sposarlo. Però, quando il padre di Dirk mette finanziariamente in ginocchio la sua famiglia, ritorna sulla sua decisione. Il padre di Fely si rimette in piedi, guadagnando una fortuna per aver investito il suo denaro sulle lampadine a incandescenza di Edison. Al contrario di lui, il ricco banchiere De Rhondo è rovinato. Lo salverà Fely, depositando una grossa somma nella sua banca.
Il gesto le procura la simpatia dei De Rhondo e spiana la via al suo matrimonio con Dirk.

## Produzione
Il film fu prodotto dalla Cosmopolitan Productions (la compagnia fondata da William Randolph Hearst) per Metro-Goldwyn-Mayer (MGM). Durante la lavorazione del film, il titolo adottato era Merry Wives of Gotham.

## Distribuzione
Distribuito dalla Metro-Goldwyn Pictures Corporation, il film uscì nelle sale cinematografiche statunitensi nel novembre 1925, presentato in prima a New York il 1º novembre. Fu distribuito anche in Europa: in Spagna e nel Regno Unito con i titoli rispettivamente di Las luces de Broadway e di Little Old New York. In Finlandia, il film uscì il 30 maggio 1927.
Una copia della pellicola si trova conservata negli archivi della Metro-Goldwyn-Mayer/United Artists.